# تهذيب النسوان (مجلة)
تهذيب النسوان كانت مجلة إسلامية أسبوعية للنساء، أسسها السيد ممتاز علي [الإنجليزية] مع زوجته سيدة محمدي بيجوم [الإنجليزية] في عام 1898. وتُعتبر هذه المجلة عملًا رائدًا في مجال حقوق المرأة في الإسلام. ومن أشهر ما كُتب دفاعًا عن المرأة. نُشرَت المجلة في لاهور بين عامي 1898 و1949.

## التاريخ
أطلق عليها سيد أحمد خان اسم "تهذيب النساء"، وقد بدأ سيد ممتاز علي [الإنجليزية] وزوجته سيدة محمدي بيجوم [الإنجليزية] في إصدار هذه المجلة المعنية بحقوق المرأة في عام 1898. صدر العدد الأول منها في 1 تموز 1898. بدأ الأمر بثماني صفحات ثم توسع إلى 10 صفحات، وأخيرًا 16 صفحة.
كانت زوجة ممتاز علي هي أول رئيسة تحرير لمجلة تهذيب النسوان، وبعد وفاتها تولت ابنة ممتاز علي وحيدة بيجوم تحرير المجلة. وقد حرر لاحقًا امتياز علي تاج [الإنجليزية] وهو ابن ممتاز علي المجلةَ بعد أخته، كما شارك في التحرير شخصيات علمية بما في ذلك عبد المجيد سالك وأحمد نديم قاسمي.
ساعدت المجلة العديد من الكاتبات على اكتساب الشهرة. في عملها البحثي المُعنون "النسوية في الشاعرات الأردية الحديثة" ، كتبت أمبرين صلاح الدين أنه "منذ العدد الأول، بدأ عدد كبير من النساء في الكتابة لهذه المجلة، وكتبت جميعهن تقريبًا مقالات إصلاحية ضد خرافات المهر أو الإسراف وما إلى ذلك".
وفقًا لغيل مينولت [الإنجليزية]، كان لدى مجلة تهذيب النساء 60 أو 70 مشتركًا بعد ثلاثة أو أربعة أشهر، وبعد أربع سنوات كان لديها 300 أو 400 مشترك.  توقفت المجلة عن الصدور في عام 1949.  

## الإرث
وأشاد المؤرخ الباكستاني غلام رسول مهر بممتاز علي لتأليفه تهذيب النسوان، وقال:
إن الفتيات من العائلات المسلمة، من بيشاور إلى كانياكوماري، اللاتي لديهن القليل من الفهم للقراءة والكتابة أو حصلن على تعليم عالٍ أو يدرسن، مدينات بلا شك لشمس العلماء مولانا ممتاز علي، الذي ضحى بحياته كلها من أجل تحسين تعليم المرأة. "لو حاول في المجال السياسي أو الديني لكان قائدًا عظيماً للبلاد، ولكن ذلك كان سيؤخر أو يؤخر تعليم وتربية نصف الأمة، لأنه لا ثاني لمولانا في هذا المجال".

## روابط خارجية
- المجلد التاسع عشر من تهزيب النسوان أي إصدارات عام 1916 في رختا
- السيد ممتاز علي وتهذيب النسوان: حقوق المرأة في الإسلام بقلم غيل مينولت.